# Jiří Kolář

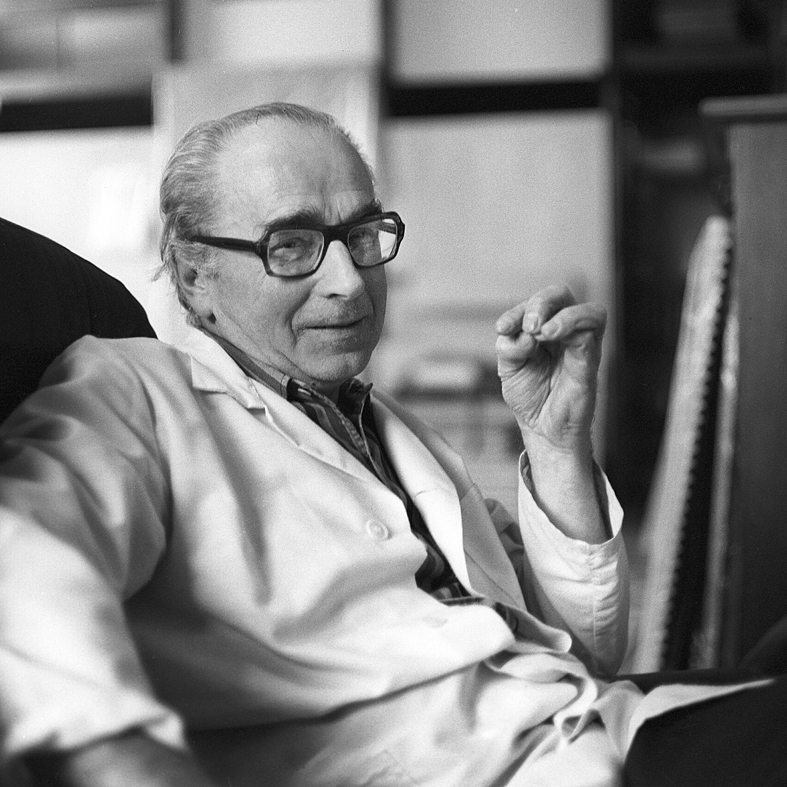
Jiří Kolář 1979

Jiří Kolář (* 24. September 1914 in Protivín; † 11. August 2002 in Prag) war ein tschechischer Dichter, bildender Künstler und politischer Aktivist.

## Leben

### Jugend und Ausbildung

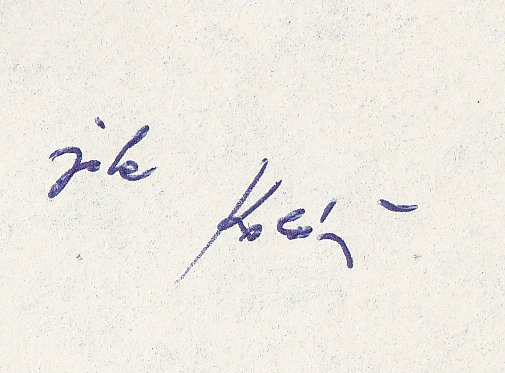
Unterschrift von Jiří Kolář

Jiří Kolář lebte die meiste Zeit in Kladno. 1932 beendete er seine Lehre als Tischler und arbeitete anschließend als Bäckergehilfe, Nachtwächter, Kellner und danach in Prag als Redakteur im Verlag Dílo. Er fertigte seine ersten Collagen 1934, die 1937 in der Prager Galerie D37 und 1938 im Mozarteum ausgestellt wurden. Fast parallel wendete er sich mit der Unterstützung František Halas der Literatur zu. Es entstehen erste Gedichte (Křestní list/Taufschein, Praha 1941) und Übersetzungen aus der Weltliteratur wie T.S. Eliots „Waste Land“ sowie Werke von Carl Sandburg und zusammen mit dem Kunsttheoretiker Jiří Kotalík Edgar Lee Masters.

### Gründung der Gruppe 42
1942 war er Mitbegründer der Skupina 42, zu der auch der Kunsttheoretiker Jindřich Chalupecký und der Schriftsteller Bohumil Hrabal gehörten. Die rot beleuchteten Stahlhütten in Kladno und die großstädtische Zivilisation in Prag, die die Beziehung zwischen Kunst und Leben widerspiegelten, waren ebenfalls Themata der Gruppen-Mitglieder. Kolář stellte in dem Werk „Věže a sloupy“(Türme und Säulen) in einer Collage 1946 dar. Er verehrte den Philosophen Ladislav Klíma, dem er einige Werke widmete, so die Collage „Pro Ladislava Klímu“.

### Umzug nach Prag und Inhaftierung
Er trat 1945 der Kommunistischen Partei bei, um sie im August wieder zu verlassen. Diese politischen Erfahrungen prägten ihn nachträglich und ließen ihn immer sehr kritisch mit politischen Verhältnissen umgehen. Kolář zog danach nach Prag um und war überwiegend als freischaffender Künstler tätig. Schon früh zeigte er sich inspiriert vom Surrealismus Max Ernsts und Dadaismus von Kurt Schwitters, aber auch vom Poetismus und der tschechischen Moderne. Er beschäftigte sich mit Jindřich Štyrský, Toyen und Karel Teige. Von 1946 bis 1947 reiste Jiří Kolář durch das kriegszerstörte Deutschland nach Frankreich. In Paris besuchte er in der Galerie „La Boëtie“ die Ausstellung „Die Kunst der Tschechoslowakei 1938 bis 1946“. Danach unternahm er 1948 Reisen nach England und nach Schottland. Im Jahre 1949 heiratete er Běla Helclová, die er schon 1944 in Zlín kennengelernt hatte. Als Běla Kolářová wurde sie später eine bekannte Künstlerin und Fotografin. 1952 bis 1953 wurde er aufgrund seiner Schrift „Prometheova játra“ (Die Leber des Prometheus) inhaftiert. Mitte der 1950er Jahre traf sich Jiří Kolář im Café Slavia in Prag täglich mit Künstlerfreunden und Intellektuellen wie Josef Hiršal, Kamil Lhoták, Ladislav Novák, Zdeněk Urbánek, Václav Havel, František Muzika und Jindřich Chalupecký. Bei Treffen im Cafe Slavia wurde Kolář zum Mentor für zahlreiche jüngere Kollegen.

### Rehabilitierung und Entwicklung verschiedenster Collagetechniken in Prag
1963 wurde er juristisch rehabilitiert und war mit seiner Ehefrau Mitbegründer der Gruppe „Křižovatka“ (Kreuzung). Nachdem Kolář in den 1950er Jahren überwiegend schriftstellerisch tätig gewesen war, fing er um 1959 an, sich der Konkreten Poesie zuzuwenden und sich vermehrt visuell-bildnerisch auszudrücken. Er tauschte das Medium Wort mit dem Medium Bild. Analog zu seinen bisherigen literarischen Techniken entwarf er 1952 nun Collagen wie die Konfrontagen „Dvě nitra“ (Zwei Seelen), aber auch Rapportagen wie „Krásný hon“ (Schöne Jagd) und Antianatomien wie „Kravička a housle“ (Kleine Kuh und Geige). 1958 schuf er seine Gefundene Collage „Co starého v Evropě“ (Was Altes ist in Europa). Viele weitere Varianten seiner sogenannten Evidenten Poesie führte Kolář in seinem Methodischen Wörterbuch (Slovník metod) auf. So auch Rollagen wie „Božena Němcová“ von 1959, Kreisrollagen („Spící Venuše“/Schlafende Venus von 1964), Typoskripte (Fontana, 1961), Analphabetogramme („Analfabetogram Kresba“von 1962), Knoten- („Uzlová báseň“/Knotengedicht, Assemblage 1963), Loch-, Tiefen-, Farben- („Barevná báseň“/Farbengedicht, 1962), Noten- und Schilderpoesie sowie Spuren-, Blinden-, Brief-, Hänge- und Rasierklingengedichte. Während der Zusammenarbeit mit dem Fotografen Václav Chochola, über den Kolář 1961 eine Monografie verfasste, entstanden 1960 bis 1961 20 Rollagen aber auch Prollagen mit Werken V. Chocholas. Nach 1962 entwickelte er seine Collagetechniken weiter wie durch Magrittagen, Chiasmagen 1965 („Spirála“/Spirale, 1965), Relief-Chiasmagen („Pocta Delaunayovi“/Hommage à Delaunay, 1965), Muchlagen so auch Grumblagen („Snící katedrála“/Träumende Kathedrale, 1964), Decollagen, Ventillagen, auch flatternde Collagen und Objektcollagen („Na počátku bylo slovo“/Am Anfang war das Wort, 1969). 1965 besuchte Helmut Heißenbüttel das Atelier Kolářs in Prag. Es entstand der Kontakt zur Stuttgarter Gruppe/Schule. Bei dieser Künstlergruppe wurde er internationales Mitglied. Er konzipierte anschließend multiplizierte Rollagen („Zvěstování“/Verkündigung von 1966) und narrative Zipp-Collagen („Vzpomínající leporelo“/Erinnerndes Leporello, um 1965).
Als Mahnung an die deutschen Konzentrationslager im Zweiten Weltkrieg sind seine Haarcollagen von 1963 zu verstehen. Daneben entsteht der Komplex der sogenannten destatischen Gedichte („Návod k použití“/Gebrauchsanweisung). 1967 befasste er sich mit den Mec-Arten, die in Osaka ausgestellt wurden.

### Prager Frühling
Während des Prager Frühlings dokumentierte er in dem „Tagebuch 1968“ einen Zyklus von ursprünglich 67, heute 66 Collagen, die im Neuen Museum in Nürnberg aufbewahrt werden. Kolářs Collage-Tagebücher sind Wochenbücher. Nur 1968 hatte er aufgrund der politischen Ereignisse in der ČSSR mitunter mehrere Collagen täglich angefertigt, viele davon mehrlagig, wie die „Collage vom 23. August 1968“.
Dieses Tagebuch ist Kolářs politischer Kommentar zu den politischen Verhältnissen in der ČSSR. Im selben Jahr gelang Jiří Kolář der internationale Durchbruch. Er stellte vielbeachtet auf der documenta 4 in Kassel und im Museum für moderne Kunst in Nürnberg aus. Er wurde Mitglied im Koordinationskomitee der tschechoslowakischen Künstlerverbände. 1969 reiste er nach Brasilien und wurde auf der X. Biennale in São Paulo mit einem Preis ausgezeichnet. 1970 erlitt Kolář einen Schlaganfall und konnte über ein Jahr lang seine rechte Hand nicht bewegen. 1972 entsteht der Zyklus „Hommage à Baudelaire“.

### Charta 77, künstlerischer Durchbruch und Ausbürgerung nach Frankreich
1977 unterzeichnete er die Charta 77 und erhielt in der ČSSR ein Arbeitsverbot. An der Documenta 6 im Jahr 1977 nahm er in Kassel teil. 1979 war er ein Jahr lang Gast des DAAD in Berlin. In dieser Zeit besuchte er Paris. Nachdem sein Stipendium nicht verlängert worden war, blieb er ohne Genehmigung der ČSSR-Behörden in Frankreich. 1981 gründete er in Paris die Zeitschrift „Revue Kolář“ und arbeitete nun mit der Galerie Maeght-Lelong zusammen. In dieser Zeit entstanden unzählige Werke, in denen er sich selbst zitierte. Jiří Kolář wurde 1982 in Abwesenheit zu einer einjährigen Gefängnisstrafe verurteilt und auch in Abwesenheit ausgebürgert; sein Besitz wie auch seine bedeutende Kunstsammlung wurden beschlagnahmt. Seine Frau Běla durfte zwei Jahre lang die ČSSR nicht verlassen. In Frankreich erhielt er 1984 die französische Staatsbürgerschaft.

### Samtene Revolution und die letzten Jahre in Prag
Nach der Samtenen Revolution 1989 nahm Kolář wieder am Kulturleben in Tschechien teil. 1990 initiierte er mit Václav Havel und Theodor Pištěk den Jindřich Chalupecký-Preis. 1997 kehrte Jiří Kolář nach Tschechien zurück und verstarb nach langer schwerer Krankheit in Prag.
Jiří Kolář wurde in einem Familiengrab auf dem Friedhof Vinohrady in Prag beigesetzt. Nach ihm wurde der Jiří-Kolář-Preis für bedeutende Schriftsteller benannt.

## Werk

### Bildender Künstler
Jiří Kolář wurde populär durch die Synthese verschiedenster Kunstarten wie Poesie, Collagen, Assemblagen und Objekte. Er zerlegte Wörter und Bilder und setzte diese wieder neu zusammen. Kolář arbeitete mit den unterschiedlichsten Materialien, überwiegend mit Bild-Reproduktionen und Textkopien. Die von Kolář erfundenen und modifizierten Collagetechniken ermöglichten ihm, das Ausgangsmaterial zu einem poetischen Instrument zu machen und das Aussagepotenzial immer aufs Neue zu variieren. Mit Humor, aber auch Ironie, und mit versteckter Kritik, setzte Kolář sein individuelles Weltbild zusammen. Von den surrealistischen Anfängen über Dada – seine Gefundenen Collagen zitieren Marcel Duchamps Objets trouvés – nahm er Anregungen auf und integrierte diese in sein eigenes Werk.
Er verwendete zudem Anregungen des Informel, Konstruktivismus, Lettrismus, der kinetischen und konzeptuellen Kunst. Er arbeitete mit Schere und Skalpell, mit Kleber und dem die Farbe ersetzenden bedruckten Papier. Hiermit brachte Kolář durch seine neu geschaffenen Formen der Collage eine universelle, sprachlich nicht gebundene Evidenz des poetischen Ausdrucks in die bildenden Kunst ein.
Jiří Kolář gehörte zu der Gruppe der einflussreichsten und bekanntesten tschechischen bildenden Künstler.
Seine bei Sammlern geschätzten Grafiken sind besonders in Frankreich außerordentlich beliebt.

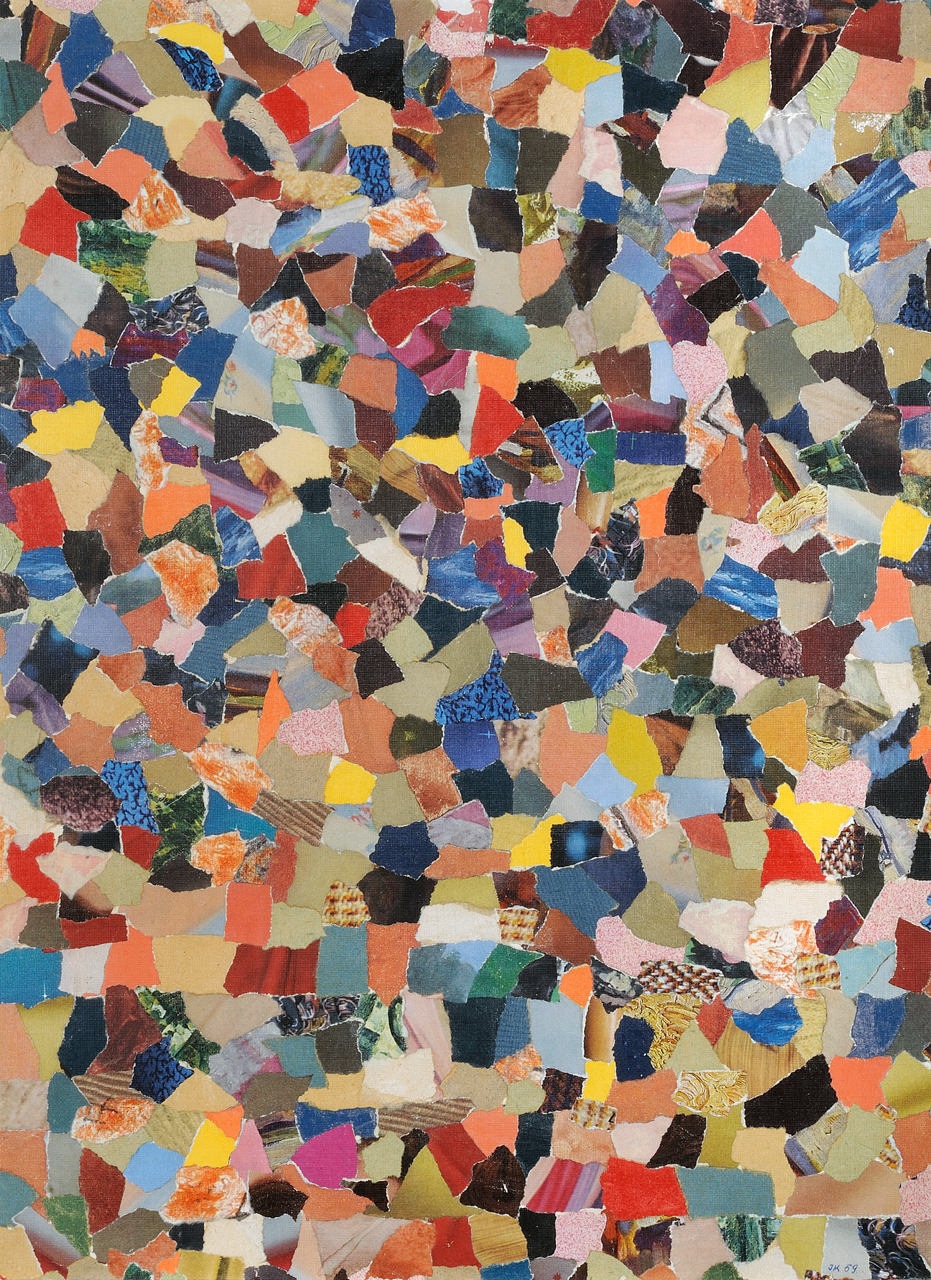
Jiří Kolář, In full sunlight (1959), collage
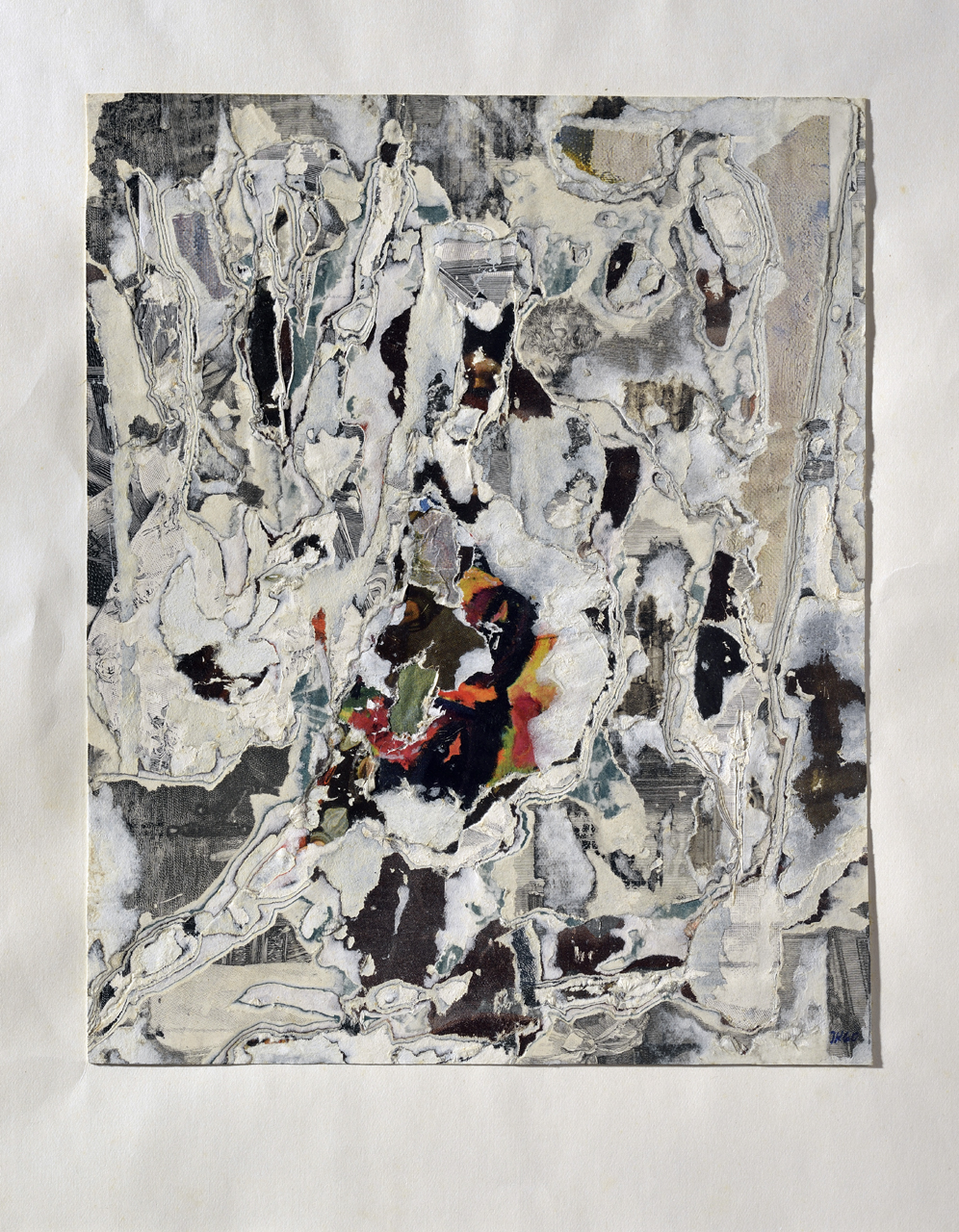
Jiří Kolář, Cast down face (1960), stratifie
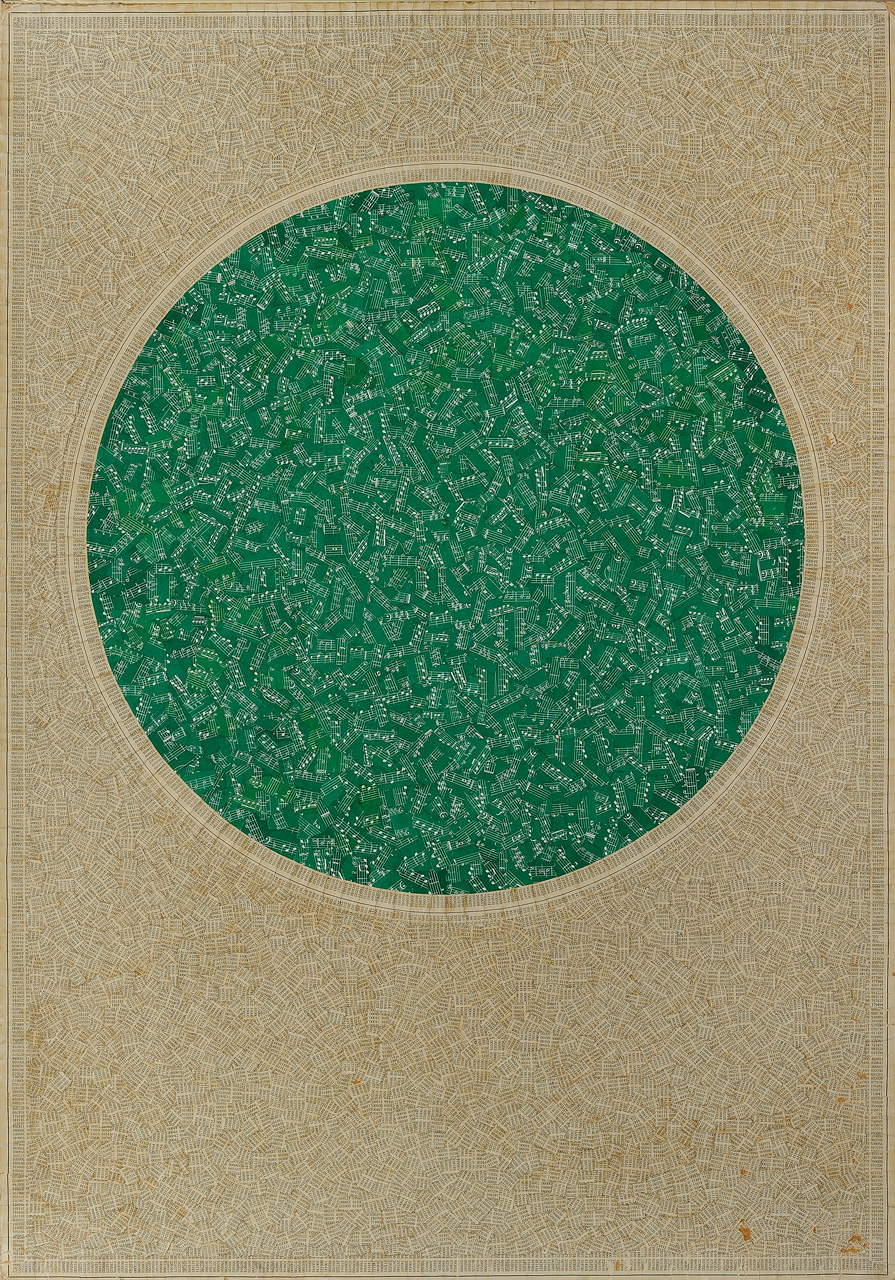
Jiří Kolář, Musical Circle (1965), embossed chiasmage
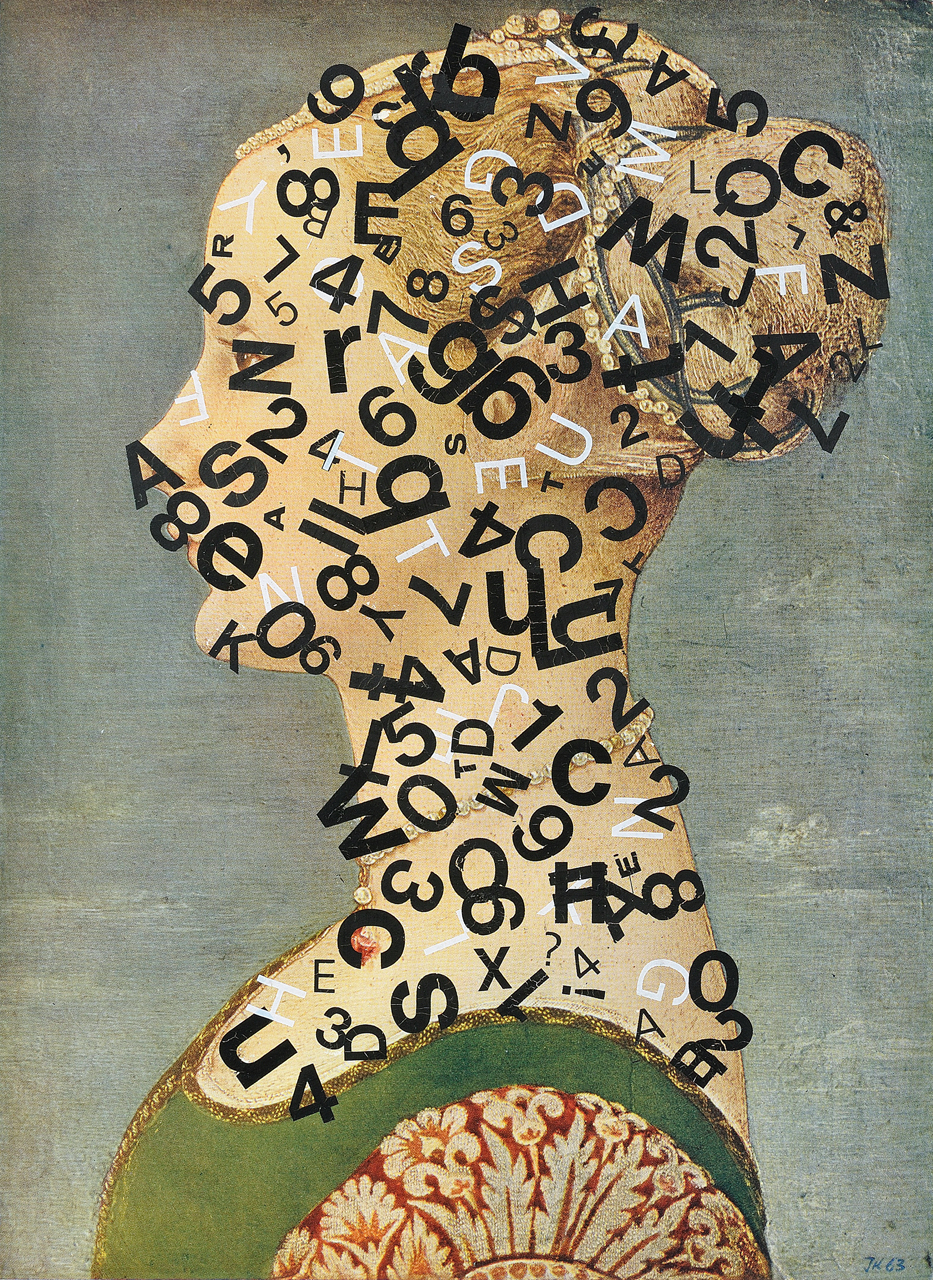
Jiří Kolář, Descriptive portrait (1963), collage
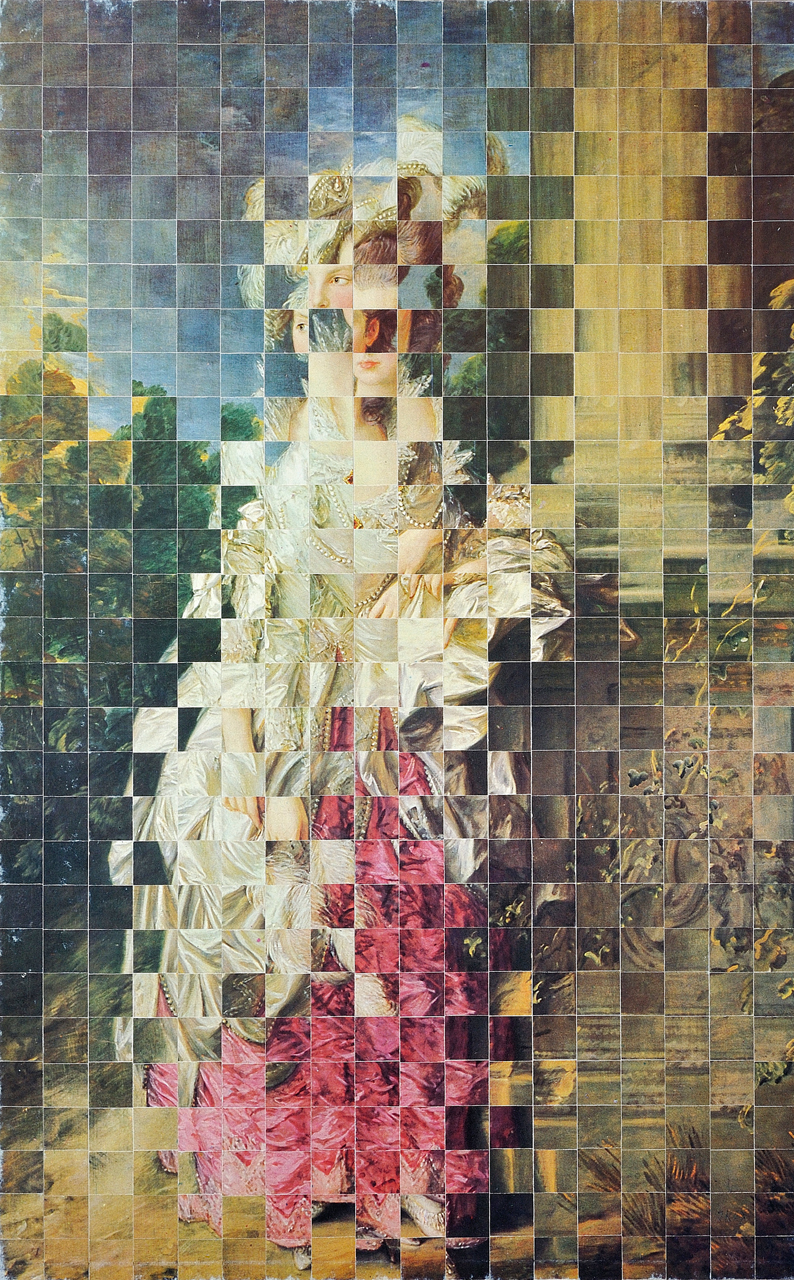
Jiří Kolář, Lady in love (1967), rollage-cubomania
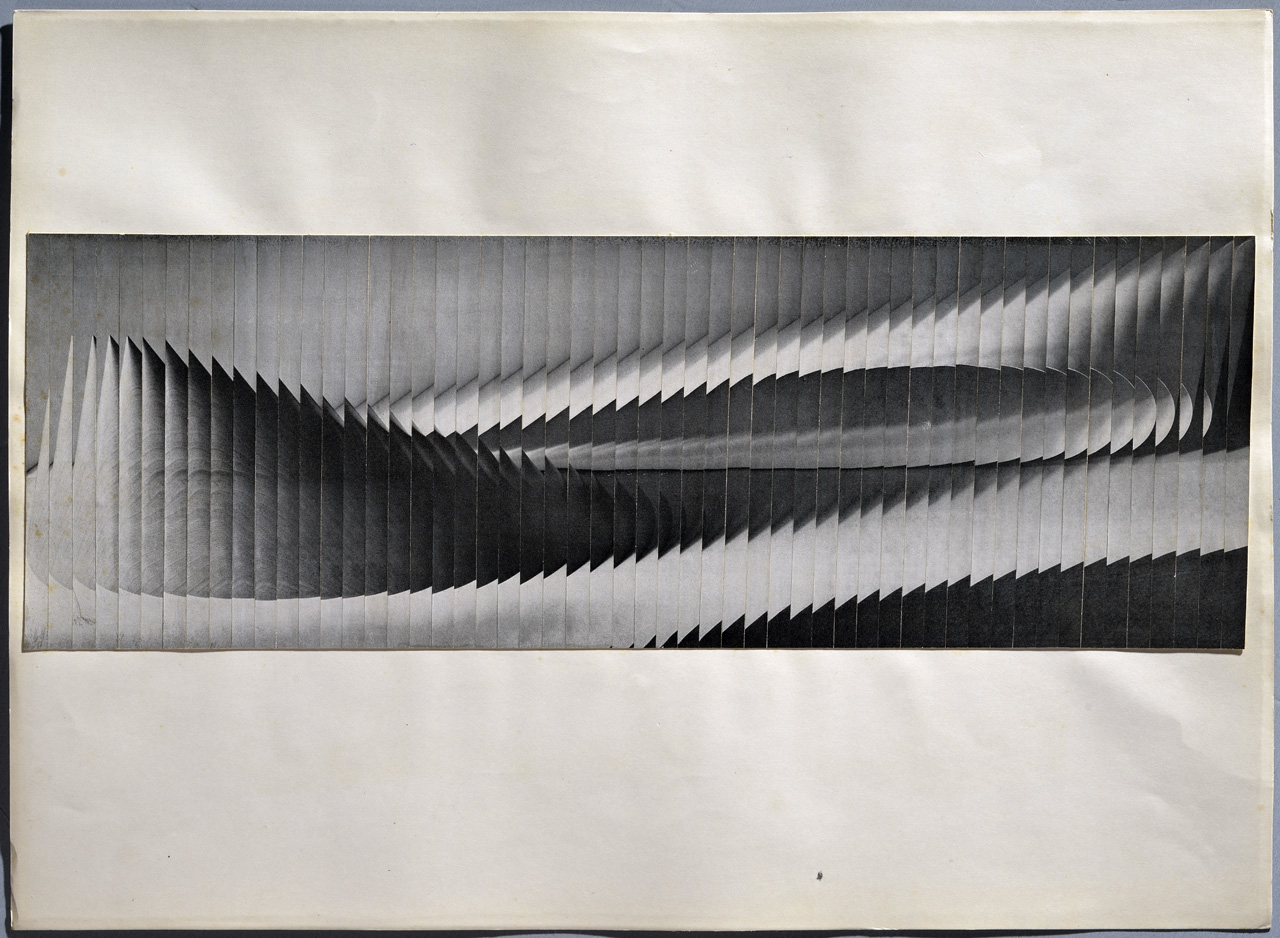
Jiří Kolář, No title (1959–1962), rollage
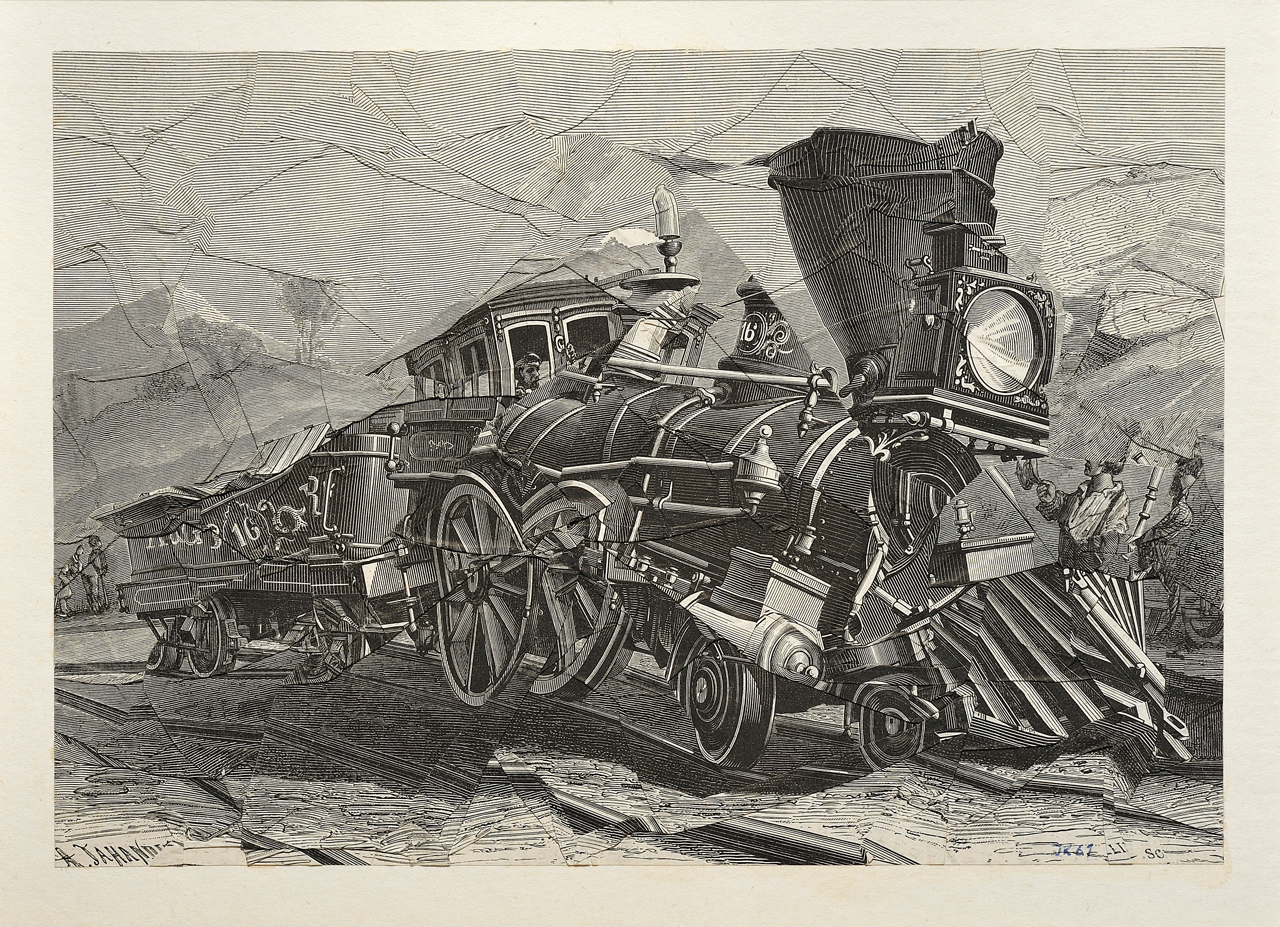
Jiří Kolář, Serve to Muse, at least once (1962), froissage
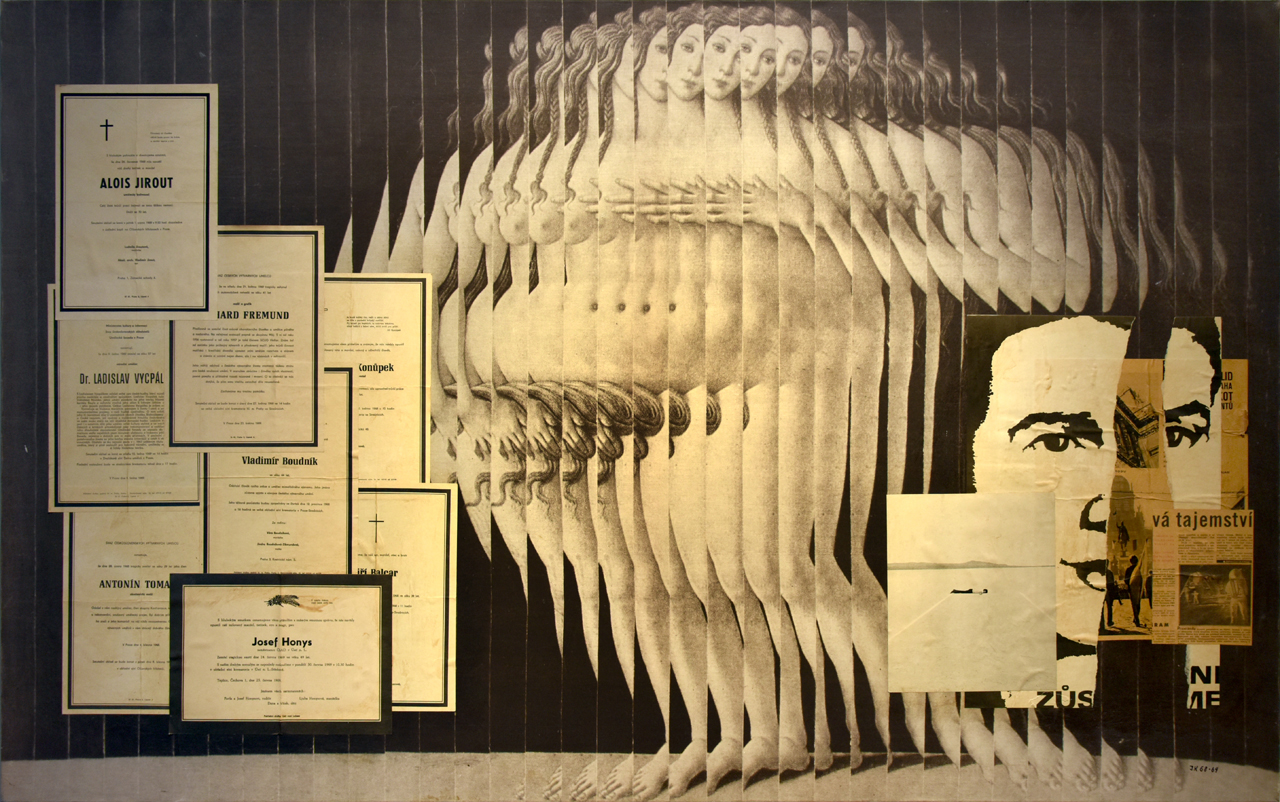
Jiří Kolář, Hommage to Jan Palach (1968–1969), rollage and collage
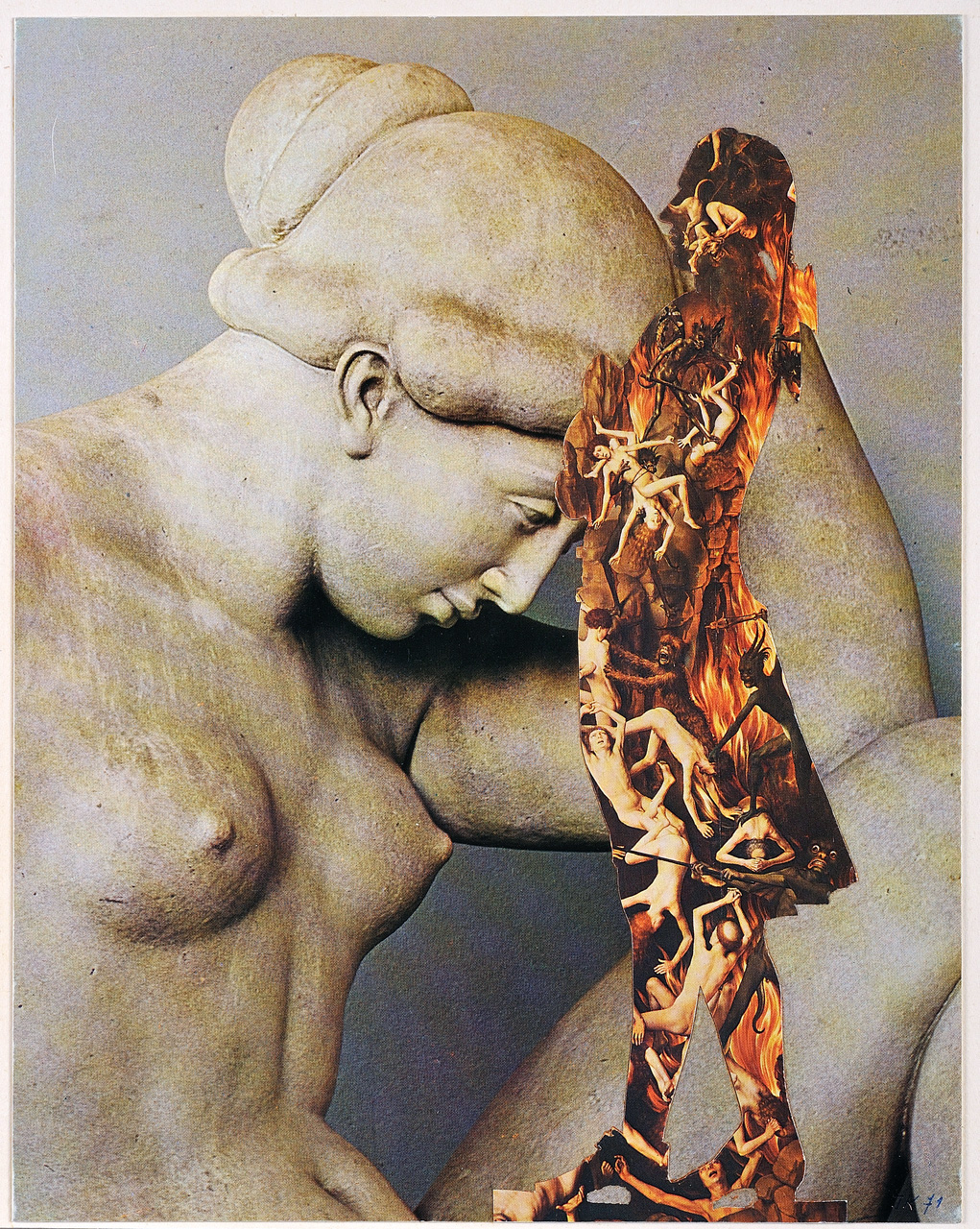
Jiří Kolář, Beautiful hell (1971), prollage
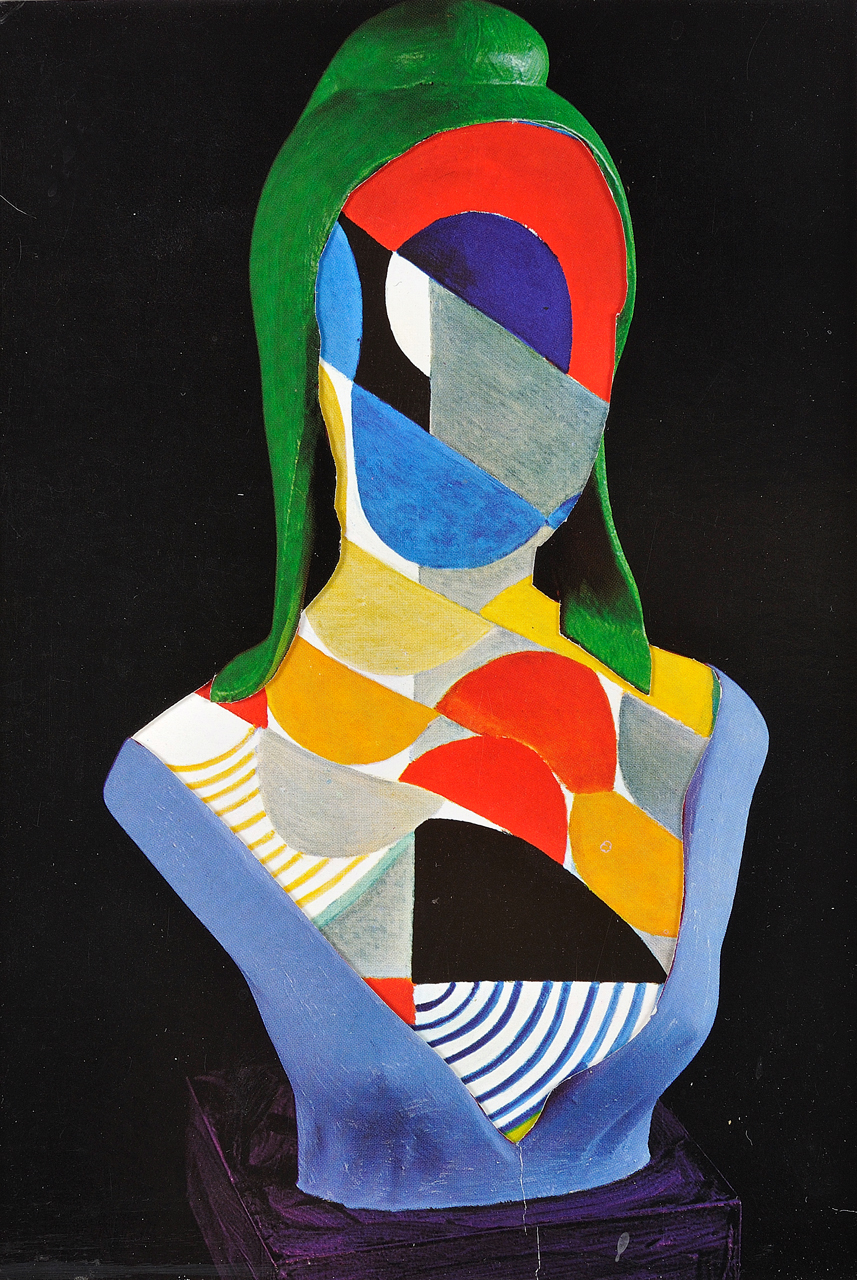
Jiří Kolář, P.F. 89 (1988), intercollage
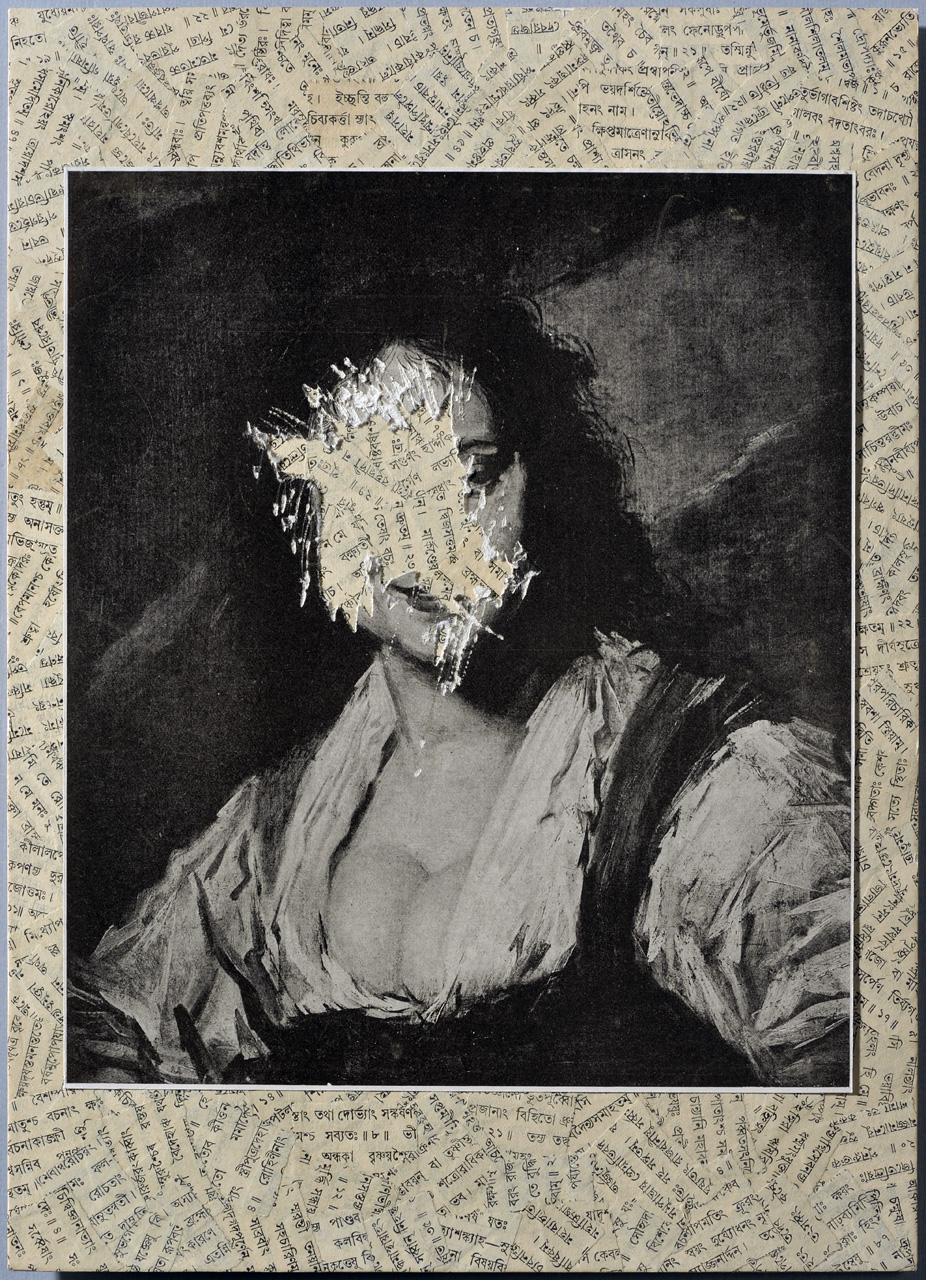
Jiří Kolář, No title (1965), scratched collage and chiasmage
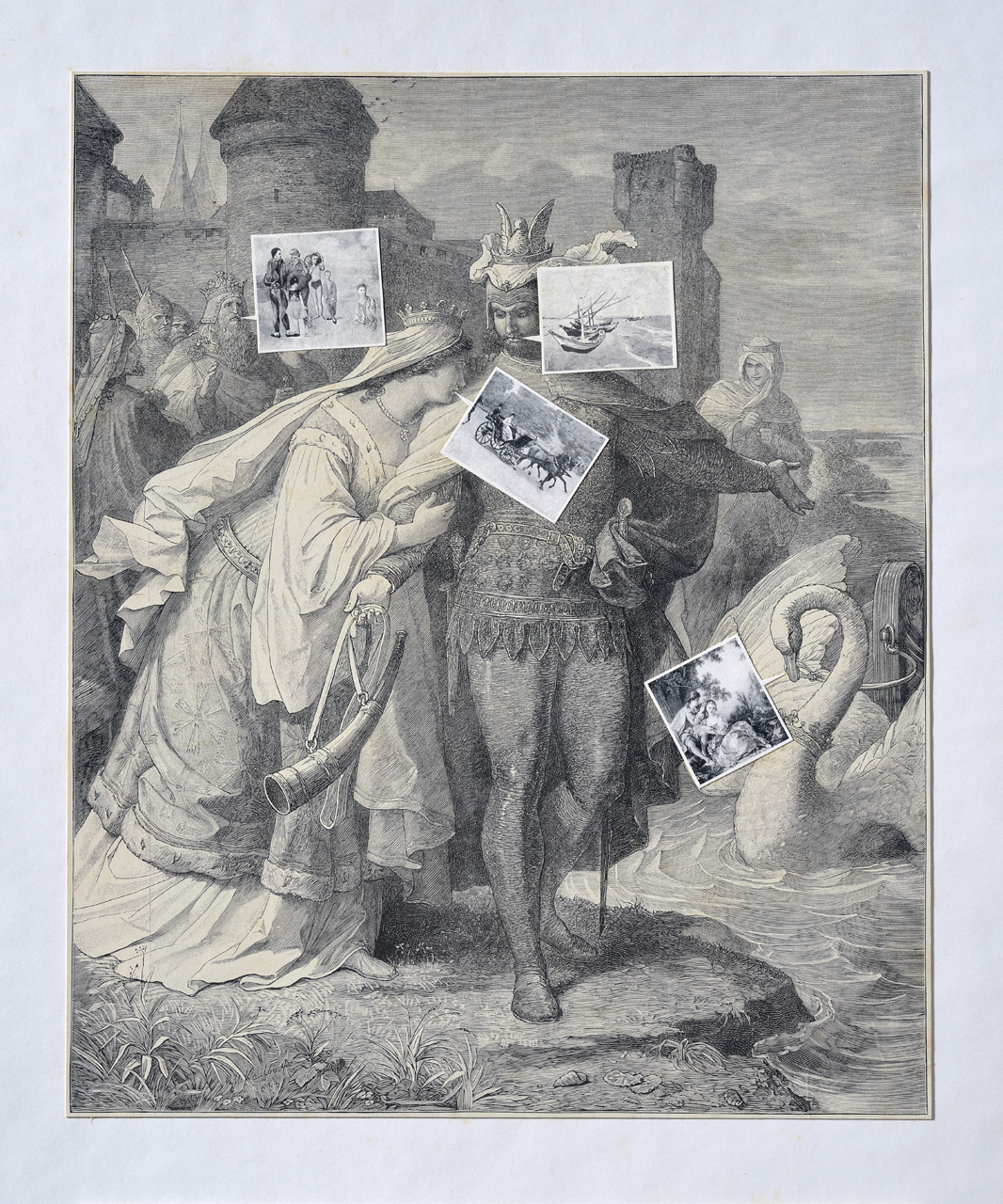
Jiří Kolář, Lohengrin, comics (1964), collage
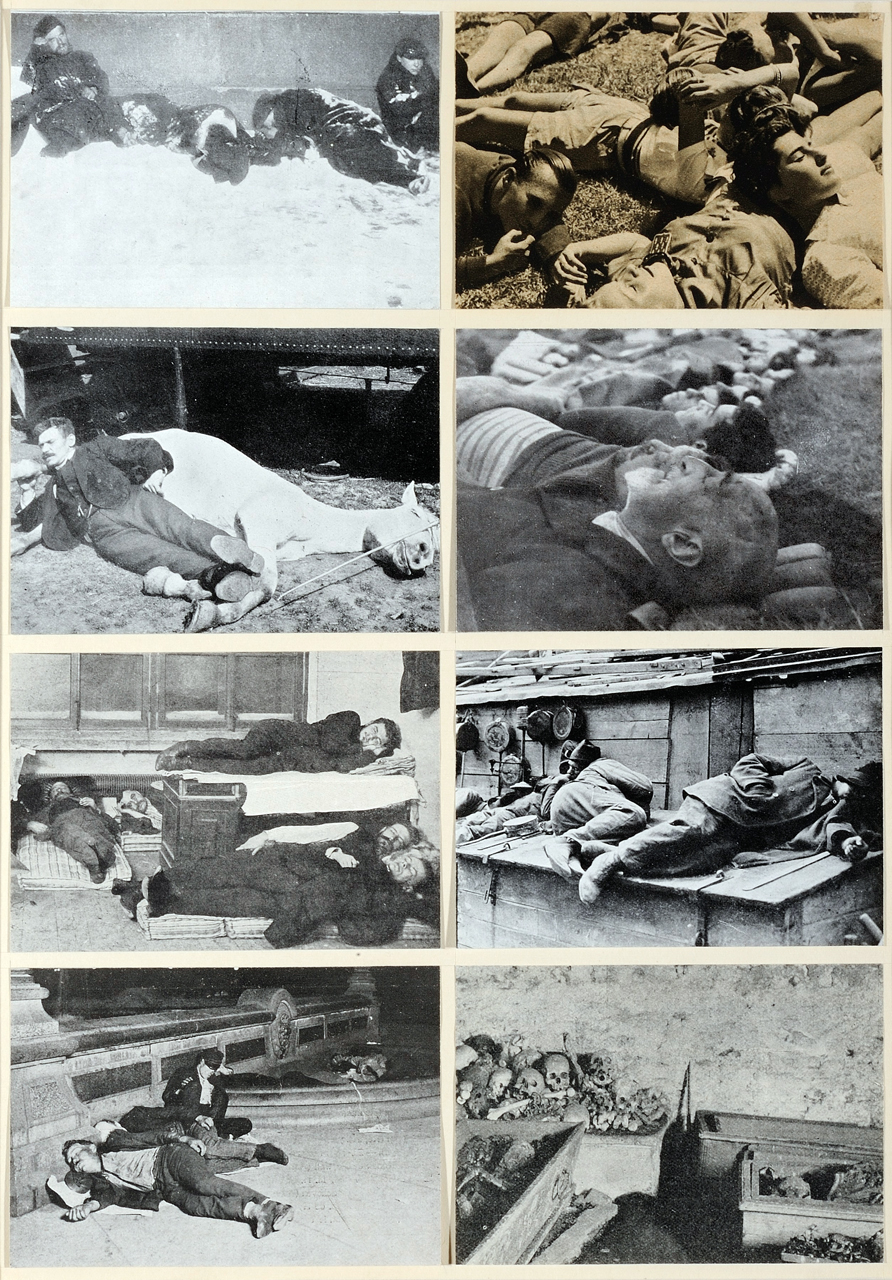
Jiří Kolář, Sleepers (1952), confrontage
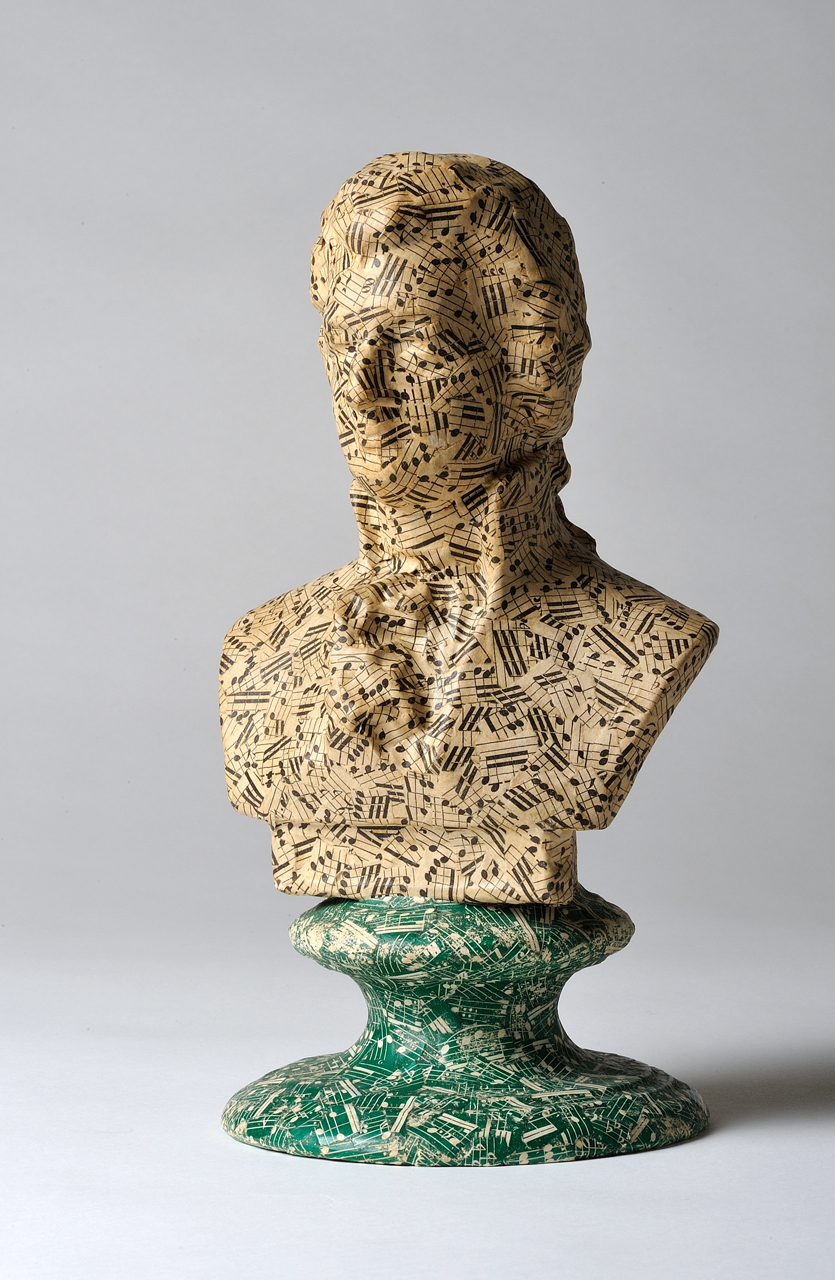
Jiří Kolář, W.A. Mozart (60s), chiasmage, collaged object
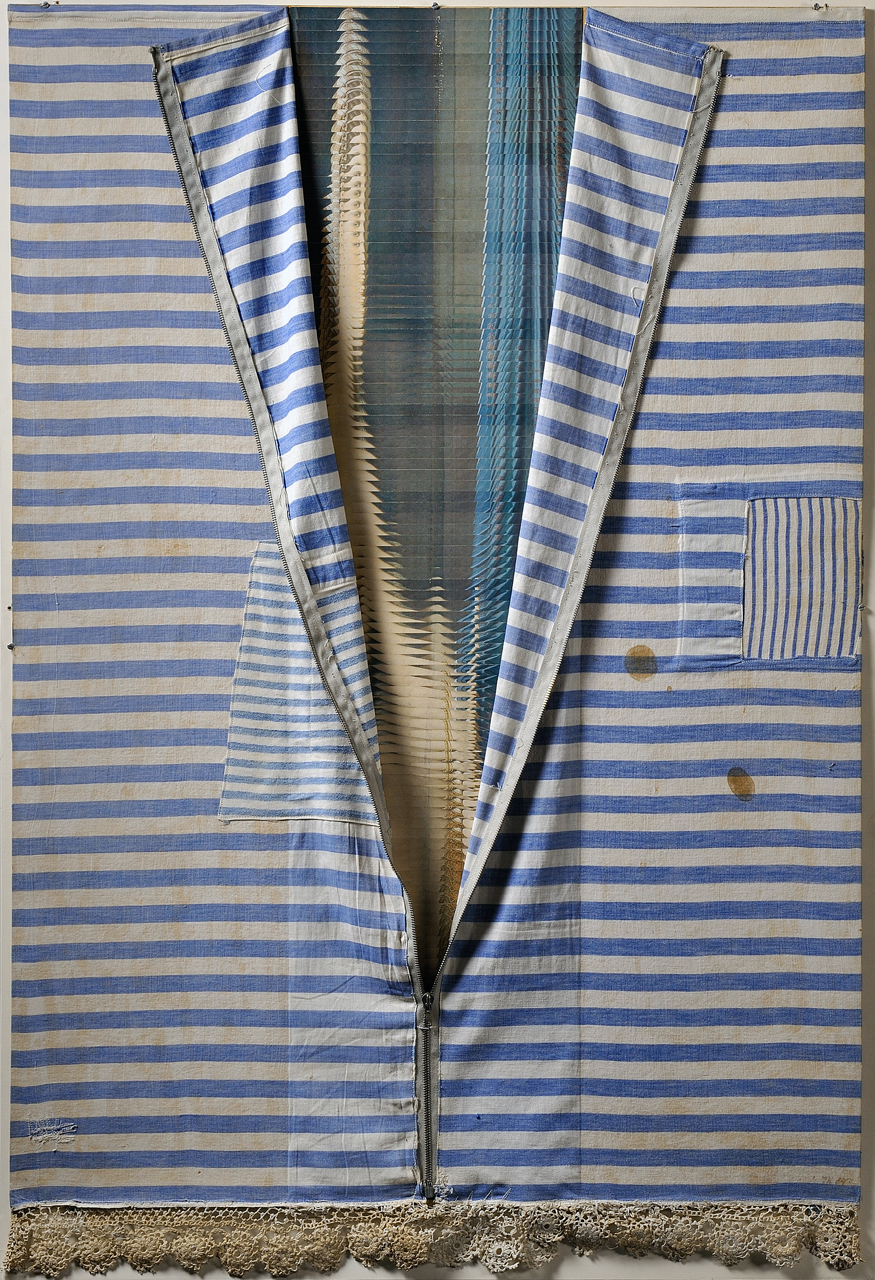
Jiří Kolář, Odalisque (1964), unzipped collage, rollage

### Literat
Sein Buch Jahre in Tagen, geschrieben 1947 bis 1948, wurde ein Jahr später publiziert. Es ist jedoch kein Exemplar mehr vorhanden. Das Gleiche passierte mit einem weiteren Werk 1970. Seit dieser Zeit publizierte Kolář im Selbstverlag.
Sein bedeutendstes Werk waren die Gedichte Die Leber des Prometheus, erschienen 1979. Es ist ein moralisches Werk, das alle Formen eines totalitären Regimes verneint. Das Buch besteht aus mehreren, voneinander unabhängigen Teilen.
Im Geschlecht der Genor (Rod Genorův) nimmt er Texte von Ladislav Klíma und Zofia Nałkowska, formt sie in Verse und verbindet sie zu einer Geschichte, die von einer Frau handelt, die im Krieg während der Flucht erschossen wird.
In Gedichte der Stille (Básně ticha) handelt es sich um konkrete visualisierte Poesie. Darüber hinaus edierte er verschiedene Publikationen.

## Preise
- 1971: Gottfried-von-Herder-Preis[1]
- 1991: Tomáš-Garrigue-Masaryk-Orden (2. Klasse)
- 1999: Hans-Theo-Richter-Preis der Sächsischen Akademie der Künste

## Bildnerische Werke in Museen
- Berlinische Galerie, Berlin
- Moravská galerie, Brünn
- MRBAB, Brüssel
- Universität Kettle’s Yard, Cambridge
- Kunstsammlung der Veste, Coburg
- Museum of Art, Dallas
- Museum of Art, Dijon
- MBA, Erlangen
- Städtische Galerie, Göteborg
- Kunstmuseum, Helsinki
- Kiasma. Jerusalem
- Israelisches Museum Köln
- Museum Ludwig, Linz
- Lentos, Łódź
- MSZ Madrid
- Guggenheim New York, New York
- MMA Nürnberg
- Städtische Sammlung Oldenburg
- Centre Pompidou, Paris
- ČMVU, Prag
- Kunstforum Ost-deutsche Galerie, Regensburg
- Museum for Samtidskunst, Roskilde
- Ulmer Museum, Ulm
- Museum Vancouver, Vancouver

## Ausstellungen
- 1937 Galerie D37, Prag
- 1938 Mozarteum, Salzburg
- 1963 A.Jeffress Gallery, London
- 1964 Galerie Gravura, Lissabon
- 1965 SVU Mánes, Prag
- 1965 Kleine Galerie, Wien
- 1966 Galerie M.E. Thelen, Essen
- 1966 Galerie H, Hannover
- 1967 Osaka
- 1967 Galerie Seyfried, München
- 1968 Galerie V.Špály, Prag
- 1968 4. documenta, Kassel
- 1969 Biennale Venedig
- 1969 1969 Museum Kestner, Hannover
- 1969 Kunstverein München
- 1969 Künstlerhaus Nürnberg
- 1970 Galerie Gmurzynska, Aachen
- 1971 MAMVP, Paris
- 1972 Galleria Schwarz, Mailand
- 1973 Haus Lange, Krefeld
- 1974 Guggenheim Museum, New York
- 1978 Museum of Modern Art, New York
- 1977 Modern Art Gallery, Zürich
- 1977 documenta 6, Kassel
- 1978 Guggenheim Museum, New York
- 1978 Albright-Knox Museum, Buffalo/N.Y
- 1979 Galerie J.Ricard, Nürnberg
- 1979 Centre d'Art de Flaine, Paris
- 1980 Galerie Gunzenhauser, München
- 1980 Neuer Berliner Kunstverein
- 1981 Galerie Maeght-Lelong, Paris
- 1981 Museum Folkwang, Essen
- 1981 KasselerKunstVerein
- 1982 Centre Pompidou, Paris
- 1983 Galleria Zarathustra, Mailand
- 1984 Galerie Schüppenhauer, Köln
- 1985 Guggenheim Museum, New York
- 1986 Galerie Maeght-Lelong, Paris
- 1984 Künstlerhaus Nürnberg
- 1984 MMA, Oxford
- 1985 Hoesch-Museum, Düren
- 1986 Galerie G.Insam, Wien
- 1986 Galerie Maeght-Lelong, Paris
- 1987 Haus am Checkpoint Charlie, Berlin
- 1988 Kultur-geschichtliches Museum, Osnabrück
- 1990 Albemarle Gallery, London
- 1990 SNG, Bratislava
- 1991 Historisches Museum, Stockholm
- 1993 Galerie V.Špály, Prag
- 1993 Galleria Melesi, Lecco
- 1994 Galerie Schüppenhauer, Köln
- 1994 ČMVU, Prag
- 1995 Anhaltische Gemälde Galerie, Dessau
- 1995 CARS, Madrid
- 1997 Egon Schiele Art Centrum, Český Krumlov
- 1998 Palais Barbarini, Rom
- 1999 Graz, Kulturhaus Graz
- 2010 Galleria Melesi, Lecco
- 2010 GAMC, Bergamo
- 2012 Galerie V.Špály, Prag
- 1994 ČMVU, Prag
- 1997 GHMP, Prag
- 2001 Galerie E.Hilger, Wien
- 2002 Neue Galerie, Linz
- 2003 Museum für Moderne Kunst, Passau
- 2003 Kiasma, Helsinki
- 2007 Galerie Lelong: Addicted to paper, Zürich
- 2008 Neues Museum Nürnberg
- 2009 Kunstverein Augsburg: Collagen Sammeln, Augsburg
- 2012 Galerie Schüppenhauer, Köln
- 2013 Kunstforum Ostdeutsche Galerie, Regensburg
- 2018 Palais Goltz-Kinsky, Prag

## Literarische Werke

### Poesie
- Jahre in Tagen (Roky v dnech), 1949
- Taufblatt (Křestný list), 1941
- Sieben Kantaten (Sedm kantát), 1945
- Limb und andere Gedichte (Limb a jiné básně), 1946
- Oden und Variationen (Ódy a variace), 1946
- Die Leber des Prometheus (Prométheova játra), 1950
- Rod Genorův (Das Genor Geschlecht)
- Gedichte der Stille (Básně ticha), 1960
- Zufälliger Zeuge (Náhodný svědek)
- Vršovický Ezop, geschrieben in den 50er Jahren, erschienen 1993
- Hinauf und hinunter. Tiefengedicht. Bong, Uelzen 1969

### Tagebücher
- Tage im Jahr (Dny v roce), 1948. Tagebuch des Dichters.
- Augenzeuge (Očitý svědek), 1949
- Schaltjahr (Přestupný rok)

### Bücher über bildende Kunst
- Methodisches Wörterbuch (Slovník metod)

### Weitere Bücher
- Die schwarze Lyra (Černá lyra)
- Die Zeit (Čas)
- Hascheks Prag (Haškova Praha)
- Der Daumen des König Georg (Paleček krále Jiřího)
- Geschrieben auf Ansichtskarten (Psáno na pohlednice I.)
- Die Weisheiten des Herrn April (Nápady pana Apríla, illustriert von Vladimír Fuka)

### Essays
- Vielleicht Nichts, vielleicht Etwas (Snad nic, snad něco)

### Kinderbücher
- Kocourkov

### Dramen
- Diesseits Brot (Chléb náš vezdejší)

### Übersetzungen
Er übersetzte aus dem englischen und französischen Werke von Walt Whitman, Thomas Stearns Eliot und Edgar Lee Masters.

### In deutscher Sprache erschienen
- Die Weisheiten des Herrn April. Übersetzt von Erich Bertleff, illustriert von Vladimír Fuka, Artia Praha, Prag 1963.
- Das sprechende Bild. Poeme-Collagen-Poeme. Übersetzt von Konrad Balder Schäuffelen/Tamara Kafková, Nachwort Konrad Balder Schäuffelen, Suhrkamp Verlag (Bibliothek Suhrkamp 288), Frankfurt/Main 1971.
- Suite. Übersetzt von Ruth Kotík, LCB-Editionen 58, Literarisches Colloquium Berlin, Berlin 1980.
- Gebrauchsanweisung - Návod k upotřebení. Übersetzt und herausgegeben von Eduard Schreiber. Nachbemerkung von Radonitzer, Arco Verlag Wuppertal/Wien 2019, ISBN 978-3-96587-000-0.

### In englischer Sprache erschienen
- Diary, 1968, David Elliott, Arsen Pohribny, State Mutual Book & Periodical Service, 1984, ISBN 0-905836-45-6
- Týdeník 1968/Newsreel 1968, Torst, ISBN 80-85639-03-3

## Illustrationen
- Bohumil Hrabal: Tanzstunden für Erwachsene und Fortgeschrittene. Suhrkamp, Frankfurt am Main 1997 (Erstausgabe 1967), ISBN 3-518-39265-4.